# Karin Taylor
Karin Kinda Taylor (sinh ngày 28 tháng 11 năm 1971 tại Kingston, Jamaica) là một cựu người mẫu thời trang quốc tế, được biết đến với cái tên Playmate của tháng của tạp chí Playboy.

## Sự nghiệp
Taylor bắt đầu sự nghiệp người mẫu từ năm 17 tuổi, khi cô được phát hiện bởi công ty mô hình Ford ở Miami. Trong sự nghiệp người mẫu mười năm của mình, cô đã được đại diện trên khắp thế giới bởi các cơ quan như Wilhelmina Model NYC, Agence Unique (Hy Lạp), ICE Model Management (Nam Phi) và David and Lee Model Chicago. Cô xuất hiện lần đầu trên truyền hình vào năm 1992 với tư cách là một thí sinh Spokesmodel trong chương trình Star Search của Ed McMahon, bắt đầu quay ở Orlando năm đó.
Năm 1996, Taylor được chọn là Hoa hậu của tháng 6 Playmate của tạp chí Playboy. Như những người bạn cùng chơi khác đã làm, cô tiếp tục xuất hiện trong nhiều video Playboy khác nhau từ năm 1996 đến năm 2001. Sau khi xuất hiện trong Playboy, Taylor chuyển đến Los Angeles và bắt đầu sự nghiệp diễn xuất bao gồm sự xuất hiện của khách mời trên Baywatch trong vai Taylor Johnson, cũng như vai trò và xuất hiện trên: Malcolm và Eddie, Weird Al Show, Keenen Ivory Wayans Show, Video âm nhạc của Horace Brown, "Những điều chúng tôi làm cho tình yêu"  (Brett Ratner, đạo diễn) và khách mời lưu trữ trên E!.
Năm 1994, các công cụ Snap-on đã ngừng lịch phổ biến của họ, biến Taylor trở thành cô gái lịch Snap-on chính thức cuối cùng (tháng 11/12/1994)  như báo cáo của Wall Street Journal.
Taylor nhanh chóng trở lại với cội nguồn người mẫu của mình và đi trên đường băng lần cuối, cho nhà thiết kế thời trang New York Betsey Johnson, trong bộ sưu tập Xuân 2001 của cô, sau đó được làm thành phim tài liệu.

## Cuộc sống cá nhân
Karin Kinda Taylor sinh ngày 28 tháng 11 năm 1971 tại Kingston, Jamaica. Taylor và gia đình cô chuyển đến Orlando, Florida khi cô còn nhỏ. Lớn lên ở Orlando, Taylor là "cô gái nhà bên" tinh túy, học trường Công giáo và là "người phục vụ bàn thờ trong năm đầu tiên Giáo hoàng tuyên bố các cô gái có thể phục vụ". Cô từng làm nhân viên cứu hộ tại công viên Wet n Wild Water trước khi gia nhập ngành giải trí với tư cách là một vũ công cho Thế giới Walt Disney trong Cuộc diễu hành điện trên phố chính (1989,1990).
Taylor là một bà mẹ năm con và đang sống ở Florida với người chồng Bill Weisberg  (kết hôn năm 2001). Taylor viết một blog có tên Nhật ký Trophy Mom nơi cô ấy đăng về cuộc sống của mình và nhiều vấn đề khác nhau khi là mẹ của trẻ nhỏ và "người vợ thứ 2 cho một người đàn ông hơn tôi 15 tuổi".